# ATP Finals 2018 - Doppio
Henri Kontinen e John Peers erano i detentori del titolo da due anni, ma hanno preso parte a questa edizione del torneo solo in qualità di riserve, prendendo parte a un match del round robin in sostituzione di Nikola Mektić e Alexander Peya.
Mike Bryan e Jack Sock hanno sconfitto in finale Pierre-Hugues Herbert e Nicolas Mahut con il punteggio di 5–7, 6–1, [13–11].

## Teste di serie
1. Oliver Marach /  Mate Pavić (round robin)
2. Juan Sebastián Cabal /  Robert Farah (semifinale)
3. Łukasz Kubot /  Marcelo Melo (round robin)
4. Jamie Murray /  Bruno Soares (semifinale)

1. Mike Bryan /  Jack Sock (campioni)
2. Raven Klaasen /  Michael Venus (round robin)
3. Nikola Mektić /  Alexander Peya (round robin, ritirati)
4. Pierre-Hugues Herbert /  Nicolas Mahut (finale)

### Riserve
1. Henri Kontinen /  John Peers (round robin, rimpiazzano Mektić/Peya)

1. Jean-Julien Rojer /  Horia Tecău (non utilizzati)

## Tabellone

### Legenda
| - Q = Qualificato - WC = Wild card - LL = Lucky loser | - ALT = Alternate - SE = Special Exempt - PR = Protected Ranking | - w/o = Walkover - r = Ritirato - d = Squalificato |

### Fase Finale
|  | Semifinali | Semifinali                          | Semifinali | Semifinali | Semifinali |  |  | Finale | Finale                              | Finale | Finale | Finale |  |
|  |            |                                     |            |            |            |  |  |        |                                     |        |        |        |  |
|  | 8          | Pierre-Hugues Herbert Nicolas Mahut | 6          | 5          | [10]       |  |  |        |                                     |        |        |        |  |
|  | 2          | Juan Sebastián Cabal Robert Farah   | 3          | 7          | [5]        |  |  | 8      | Pierre-Hugues Herbert Nicolas Mahut | 7      | 1      | [11]   |  |
|  | 4          | Jamie Murray Bruno Soares           | 3          | 6          | [4]        |  |  | 5      | Mike Bryan Jack Sock                | 5      | 6      | [13]   |  |
|  | 5          | Mike Bryan Jack Sock                | 6          | 4          | [10]       |  |  |        |                                     |        |        |        |  |

### Gruppo Knowles/Nestor
|   |                                     | Marach Pavić | Kubot Melo  | Bryan Sock  | Herbert Mahut | RR V–P | Set V–P     | Game V–P      | Classifica |
| 1 | Oliver Marach Mate Pavić            |              | 6(4)–7, 4–6 | 4–6, 6(4)–7 | 6–4, 7–6(3)   | 1–2    | 2–4 (33,3%) | 33–36 (47,8%) | 4          |
| 3 | Łukasz Kubot Marcelo Melo           | 7–6(4), 6–4  |             | 3–6, 6(5)–7 | 2–6, 4–6      | 1–2    | 2–4 (33,3%) | 28–35 (44,4%) | 3          |
| 5 | Mike Bryan Jack Sock                | 6–4, 7–6(4)  | 6–3, 7–6(5) |             | 2–6, 2–6      | 2–1    | 4–2 (66,6%) | 30–31 (49,2%) | 2          |
| 8 | Pierre-Hugues Herbert Nicolas Mahut | 4–6, 6(3)–7  | 6–2, 6–4    | 6–2, 6–2    |               | 2–1    | 4–2 (66,6%) | 34–23 (59,6%) | 1          |

La classifica viene stilata in base ai seguenti criteri: 1) Numero di vittorie; 2) Numero di partite giocate; 3) Scontri diretti (in caso di due giocatori pari merito ); 4) Percentuale di set vinti o di games vinti (in caso di tre giocatori pari merito); 5) Decisione della commissione.

### Gruppo Llodra/Santoro
|     |                                                        | Cabal Farah               | Murray Soares                           | Klaasen Venus                   | Mektić Peya Kontinen Peers              | RR V–P  | Set V–P              | Game V–P                    | Classifica |
| 2   | Juan Sebastián Cabal Robert Farah                      |                           | 4–6, 3–6                                | 6–3, 7–6(5)                     | 6–3, 6–4 (w/ Mektić/Peya)               | 2–1     | 4–2 (66,6%)          | 32–28 (53,3%)               | 2          |
| 4   | Jamie Murray Bruno Soares                              | 6–4, 6–3                  |                                         | 7–6(5), 4–6, [10–5]             | 3–6, 7–6(3), [10–3] (w/ Kontinen/Peers) | 3–0     | 6–2 (75%)            | 35–31 (53%)                 | 1          |
| 6   | Raven Klaasen Michael Venus                            | 3–6, 6(5)–7               | 6(5)–7, 6–4, [5–10]                     |                                 | 7–6(5), 7–6(5) (w/ Mektić/Peya)         | 1–1     | 3–2 (60%)            | 26–24 (52%)                 | 2          |
| 7 9 | Nikola Mektić Alexander Peya Henri Kontinen John Peers | 3–6, 4–6 (w/ Mektić/Peya) | 6–3, 6(3)–7, [3–10] (w/ Kontinen/Peers) | 6(5)–7, 6(5)–7 (w/ Mektić/Peya) |                                         | 0–2 0–1 | 0–4 (0%) 1–2 (33,3%) | 19–26 (42,2%) 12–11 (52,2%) | X 4        |

La classifica viene stilata in base ai seguenti criteri: 1) Numero di vittorie; 2) Numero di partite giocate; 3) Scontri diretti (in caso di due giocatori pari merito ); 4) Percentuale di set vinti o di games vinti (in caso di tre giocatori pari merito ); 5) Decisione della commissione.

## Punteggi e vincite
- I vincitori del torneo sono in grassetto.

|                                       | Punteggio ATP | Quota partecipazione | Premio round-robin | Premio fase finale | Vincite totali |
| ------------------------------------- | ------------- | -------------------- | ------------------ | ------------------ | -------------- |
| Mike Bryan / Jack Sock                | 1 300         | 100 000 $            | 76 000 $           | 303 000 $          | 479 000 $      |
| Pierre-Hugues Herbert / Nicolas Mahut | 800           | 100 000 $            | 76 000 $           | 103 000 $          | 279 000 $      |
| Jamie Murray / Bruno Soares           | 600           | 100 000 $            | 114 000 $          | 0 $                | 214 000 $      |
| Juan Sebastián Cabal / Robert Farah   | 400           | 100 000 $            | 76 000 $           | 0 $                | 176 000 $      |
| Oliver Marach / Mate Pavić            | 200           | 100 000 $            | 38 000 $           | 0 $                | 138 000 $      |
| Łukasz Kubot / Marcelo Melo           | 200           | 100 000 $            | 38 000 $           | 0 $                | 138 000 $      |
| Raven Klaasen / Michael Venus         | 200           | 100 000 $            | 38 000 $           | 0 $                | 138 000 $      |
| Nikola Mektić / Alexander Peya        | 0             | 100 000 $            | 0 $                | 0 $                | 100 000 $      |
| Henri Kontinen / John Peers           | 0             | 38 000 $             | 0 $                | 0 $                | 38 000 $       |